# Mailleroncourt-Saint-Pancras
Mailleroncourt-Saint-Pancras település Franciaországban, Haute-Saône megyében. Lakosainak száma 186 fő (2022. január 1.). Mailleroncourt-Saint-Pancras Ambiévillers, Betoncourt-Saint-Pancras, Fontenois-la-Ville, Girefontaine, Melincourt, Pont-du-Bois, Vauvillers és Fontenoy-le-Château községekkel határos.

## Népesség
A település népességének változása:
| Lakosok száma | 195  | 189  | 192  | 192  | 194  | 197  | 196  | 197  | 186  |
|               | 2013 | 2015 | 2016 | 2017 | 2018 | 2019 | 2020 | 2021 | 2022 |